# Gilgit
|  | Per a altres significats, vegeu «Riu Gilgit». |

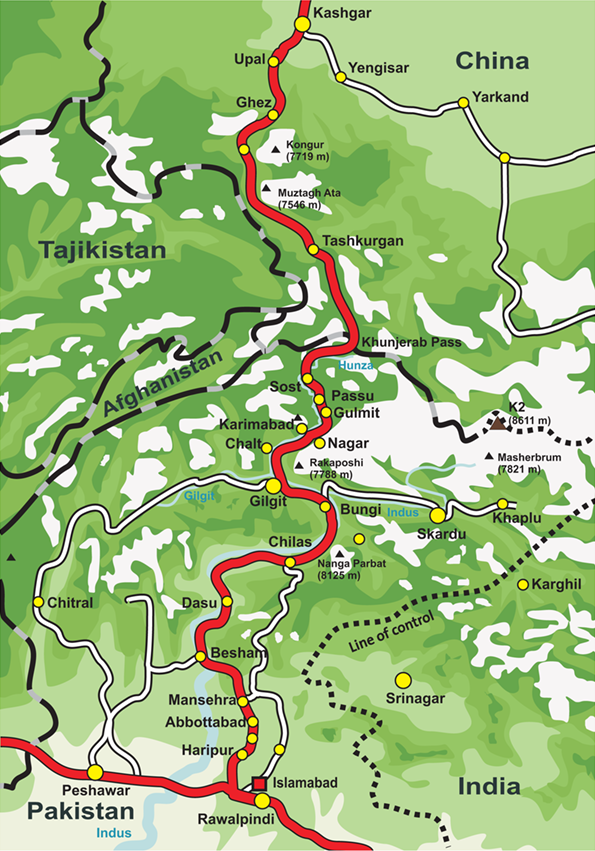
Plànol de l'Autovia Karakoram; clicar sobre la imatge per ampliar.

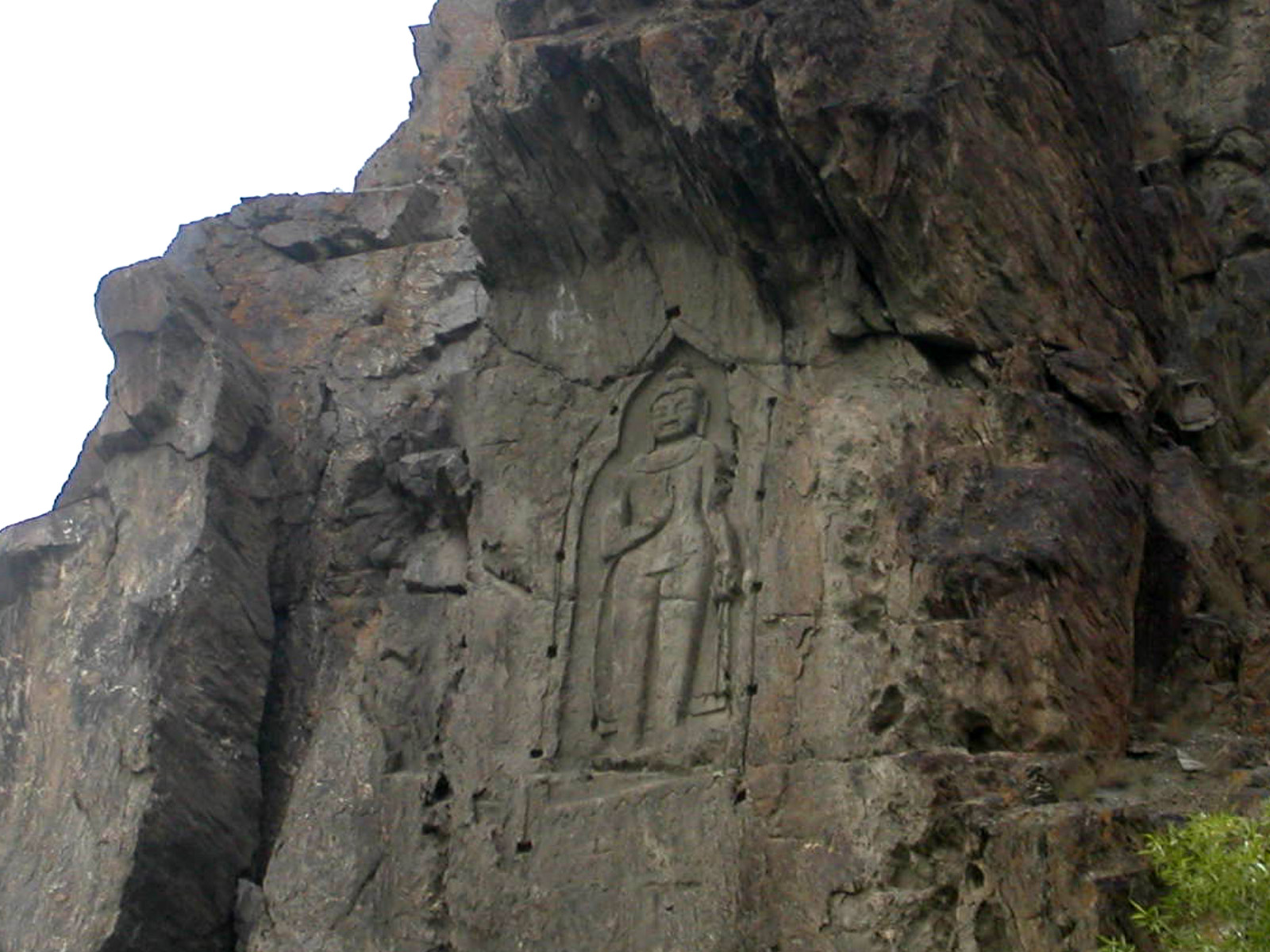
Buda de Kargah

 Gilgit  (urdú-caràcters aràbics -:  گلگت ; hindi - caràcters devanagari -:  गिलगित ) és la capital dels Territoris del Nord (Pakistan) i també un dels principals punts de partida de la regió per les expedicions de muntanyisme cap a les serralades del Karakoram (o Karakorum) i de l'Himàlaia (els altres punts són Skardu i Karimabad) a poca distància dona Gilgit. En efecte, sobre el gran llit del riu Indus que després de travessar el Baltistan canvia la seva direcció cursant des d'aquí cap a l'oest, una fita recorda que en aquell punt es reuneixen les dues grandioses cadenes muntanyoses abans esmentades i la del Hindukush.
Gilgit, situada sobre la cèlebre Autopista del Karakoram, la coneguda mundialment en anglès com  Karakoram Highway , que travessant l'elevadíssim Pas Khunjerab (4693 msnm) uneix des del 1982 Pakistan i Tashkurgán a la Xina. L'àrea administrativa de Gilgit s'estén sobre una superfície de 38.021 km². La regió està banyada per l'homònim riu Gilgit el qual després d'un breu encara que torrencial recorregut aflueix a l'Indus, és en la seva major part muntanyenca, amb una altitud mitjana de 1.500 msnm, desplegant als peus de la cadena del Karakoram.